# Kah Kyung Cho
Kah Kyung Cho (* 7. Juni 1927 in Chōsen, damaliges Japanisches Kaiserreich; † 15. Januar 2022) war ein südkoreanisch-US-amerikanischer Philosoph und Professor für Philosophie an der State University of New York.

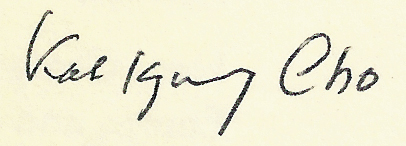
Kah Kyung Cho. Signatur 1993

## Leben und Wirken
Kah Kyung Cho studierte zuerst an der Seoul National University (Südkorea) und ging dann zu Hans-Georg Gadamer an die Universität Heidelberg, wo er 1957 in Philosophie mit einer Dissertation über „Die Bedeutung der Natur in der chinesischen Gedankenwelt“ promovierte. Von 1957 bis 1970 war er Dozent und Professor an der Seoul National Universität. Von 1963 bis 1966 arbeitete er am Husserl-Archiv der Universität Köln bei Ludwig Landgrebe. In den 1960er Jahren war Cho auch Gastprofessor in den USA an der Yale University in New Haven, an der Kent State University und an der State University of New York. Dort war er ab 1971 Professor für Philosophie. 1976 hielt er als Gastprofessor der Universität Frankfurt am Main auch Vorlesungen an den Universitäten Bonn, Heidelberg und Trier. 1983 war er Gastprofessor an der Universität Bochum, 1990 an der Osaka University (Japan), 1991 an der Soongsil University (Südkorea). Ab 1994 war Cho an der State University of New York „SUNY Distinguished Teaching Professor“.
Seine Forschungen und seine Lehre lagen vor allem in den Bereichen Phänomenologie, Hermeneutik, Europäische Philosophie des 19. und 20. Jahrhunderts, Vergleichende Ost-West-Philosophie und interkulturelle Verständigung. Was Helmuth Vetter 1999 über das zehn Jahre zuvor erschienene Buch „Bewußtsein und Natursein. Phänomenologischer West-Ost-Diwan“ von Kah Kyung Cho gesagt hat, mag die Spannung anzeigen, in der sich Chos Philosophie bewegt: „Der Themenkomplex den Cho entfaltet, ist um die Frage nach Mitte und Maß geordnet; es geht dabei [...] um die Natürlichkeit der Natur. Dies führt zu kritischen Anfragen vor allem an Husserl und Heidegger. [...] Durch Laotse und dessen Grundwort 'Tao' erhält die Frage nach Maß und Mitte und der Natürlichkeit der Natur - dem 'Natursein' - erst jene eigentümliche Zuspitzung, die mitten in das Gespräch mit abendländischem Denken führt.“ Das Buch fasst Arbeiten von 1967 bis 1987 zusammen und soll, nach Chos eigenen Worten, der Versuch sein „die Grenzen des bewußtseinsphilosophischen Ansatzes sichtbar zu machen“. 1996 erhielt Cho für sein Buch „Bewußtsein und Natursein“ den So Wu Philosophy Prize der So Wu Foundation in Seoul.
Kah Kyung Cho, der fließend Deutsch, Englisch, Japanisch und Koreanisch sprach, beherrschte auch die Sprachen Chinesisch, Französisch und Griechisch. Er war Mitglied der International Society for Phenomenological Studies, der Deutschen Gesellschaft für phänomenologische Forschung und der Allgemeinen Gesellschaft für Philosophie in Deutschland.

## Veröffentlichungen

### Werke
- Philosophy of Existence. Pakyong-sa Publishing Company, Seoul (Korea) 1961, 13. Aufl. (mehrfach bearbeitet) 1995
- Ontology (mit Myung-no Yun und Myung-kwan Choi). Minerva Publishing Company, Seoul 1965
- Bewußtsein und Natursein. Phänomenologischer West-Ost Diwan. (Alber-Broschur Philosophie) Verlag Karl Alber, Freiburg i. Br. / München 1987. ISBN 3-495-47620-2.  Japanisch: Ishhiki-to Shizen. (Modern Classics „Universitas“ Series) Hosei University Press, Tokyo 1994
- Phänomenologie im Lichte des Ostens. (Orbis Phaenomenologicus, Studien 34) Verlag Königshausen & Neumann, Würzburg 2017. ISBN 978-3-8260-5375-7

### Herausgeberschaft
- Ab 1993 zusammen mit Yoshihiro Nitta (Tokyo), und Hans Rainer Sepp (Prag) Herausgeber der internationalen Reihe >Orbis Phaenomenologicus<. Bis 2001 bei Alber, Freiburg / München (8 Bände), seit 2002 bei Königshausen & Neumann, Würzburg.
- Philosophy and Science in Phenomenological Perspective. Martinus Nijhoff, Dordrecht 1984. ISBN 90-247-2922-X
- mit Young-Ho Lee Hrsg.: Phänomenologie der Natur (Phenomenology of Nature)(Phänomenologische Forschungen Sonderband). Verlag Karl Alber, Freiburg i. Br. /  München 1999. ISBN 978-3-495-45651-4
- mit Jeon Sook Hahn. Phänomenologie in Korea. (Orbis Phaenomenologicus, Perspektiven Band 1) Verlag Karl Alber. Freiburg i. Br. / München, 2001. ISBN 978-3-495-45651-4

### Aufsätze (Auswahl in deutscher Sprache)
- Gedanken abseits der dichotomischen Welterklärung. In: Natur und Geschichte. Festschrift für Karl Löwith. Kohlhammer Verlag, Stuttgart 1967. S. 63–84
- Über das Bekannte: Nachdenkliches zum Problem der Vorstruktur. In: Phänomenologie Heute. Festschrift für Ludwig Landgrebe. Martinus Nijhoff Publishers, The Hague 1972. S. 78–93.
- Anonymes Subjekt und phänomenologische Beschreibung. In: Zur Phänomenologie des philosophischen Textes. (Phänomenologische Forschungen 12). Verlag Karl Alber. Freiburg i. Br. / München, 1982. ISBN 3-495-47470-6. S. 21–56
- Ökologische Ansätze in Heideggers Reflexionen über die Technik. In: Allgemeine Zeitschrift für Philosophie, Stuttgart 1985. S. 53–57
- Verstehen in kosmischen und akosmischen Perspektiven In: Dilthey und die Philosophie der Gegenwart. Verlag Karl Alber. Freiburg i. Br. / München  1985. ISBN 978-3-495-47572-0. S. 231–283
- Heidegger und die Rückkehr in den Ursprung. Nachforschungen über seine Begegnungsmotive mit Laotse. In: Zur philosophischen Aktualität Heideggers Band 3. Hrsg. von Dietrich Papenfuß und Otto Pöggeler. Klostermann Verlag, Frankfurt a. M. 1992. ISBN 978-3-465-02258-9. S. 299–324
- Zur Idee der 'Bewahrung' des Naturschönen. In: Facetten der Wahrheit. Festschrift für Meinolf Wewel. Hrsg. von Ernesto Garzón Valdés und Ruth Zimmerling. Verlag Karl Alber. Freiburg i. Br. / München, 1995. ISBN 3-495-47820-5. S. 21–56
- Was heißt es, Erben der Vergangenheit zu sein?. In: Phänomenologie in Korea (Orbis Phaenomenologicus, Perspektiven 1), Verlag Karl Alber. Freiburg i. Br. / München, 2001. ISBN 978-3-495-45651-4. S. 3–34
- Phänomenologie als praktische Philosophie, Motivation und Ziel der „Erneuerung“ bei Edmund Husserl. In: Die Stellung des Menschen in der Kultur. Festschrift für Ernst Wolfgang Orth. Hrsg. von Christian Bermes, Julia Jonas und Karl-Heinz Lembeck. Verlag Königshausen & Neumann, Würzburg 2002. ISBN 978-3-8260-2232-6. S. 247–269